# Bitwa o Hostomel
Bitwa o Hostomel – bitwa stoczona podczas inwazji Rosji na Ukrainę od 25 lutego 2022 do 1 kwietnia 2022 o kontrolę nad miastem Hostomel. Bitwa była częścią dużej ofensywy Sił Zbrojnych Federacji Rosyjskiej, mającej na celu okrążenie stolicy Ukrainy – Kijowa. Dodatkowo przez pierwsze dni równolegle toczyły się walki o kontrolę nad lotniskiem Antonowa.

## Preludium
24 lutego 2022, kilka godzin po rozpoczęciu inwazji, rosyjskie wojska powietrznodesantowe (WDW) dokonały desantu powietrznego na lotnisko w Hostomlu. Siły ukraińskie początkowo wyparły rosyjskie jednostki z lotniska, ale Rosjanie kontratakowali i 25 lutego ponownie zdobyli lotnisko. Walki przeniosły się z lotniska do pobliskiego miasta.

## Bitwa

### Luty
Po walkach o lotnisko doszło do starć na przedmieściach Hostomla. Na nagraniach opublikowanych w mediach społecznościowych można było zobaczyć rosyjską kolumnę czołgów płonącą na obrzeżach miasta i ukraińskie Mi-24 ostrzeliwujące rakietami rosyjskie pozycje w okolicy jednej z dzielnic mieszkalnych miasta. W walkach po stronie rosyjskiej aktywny udział brały jednostki czeczeńskie, tzw. kadyrowcy.
26 lutego 2022, wykorzystując raporty wywiadowcze, siły ukraińskie przechwyciły i zniszczyły czeczeńską grupę uderzeniową, której zadaniem było zabicie prezydenta Wołodymyra Zełenskiego. Gdzie indziej ukraińskie bezzałogowce rozpoznały dwa punkty w pobliżu Hostomla, w których gromadzili się czeczeńscy bojownicy. Ukraińska Gwardia Narodowa i Grupa Alfa zaatakowały później te lokalizacje, niszcząc w ten sposób kolumnę rosyjskich pojazdów opancerzonych. Według ukraińskich urzędników Magomied Tuszajew, czeczeński generał i szef 141 zmotoryzowanego pułku Gwardii Narodowej Rosji, zginął podczas ataku.
Przez następne dni prowadzone były ciężkie walki zarówno w mieście, jak i na obrzeżach.

### Marzec
Na początku marca mieszkańcy Hostomla donosili, że ostrzał i naloty sił rosyjskich pozbawiły ich wody, jedzenia, elektryczności i lekarstw. Ciągłe bombardowania uniemożliwiły także mieszkańcom otrzymywanie pomocy humanitarnej, ewakuację z miasta, a nawet usunięcie zwłok z ulicy. 3 marca 2022 rozpoczęły się walki uliczne w Hostomlu. Siły rosyjskie zostały ostatecznie odparte od miasta. Film opublikowany w mediach społecznościowych przedstawiający następstwa walk miejskich pokazał zniszczone i porzucone rosyjskie pojazdy oraz martwych rosyjskich żołnierzy rozrzuconych po ulicach. Pojawiły się informacje że ukraiński snajper zabił generała Andrieja Suchowieckiego w Hostomlu lub na pobliskim lotnisku.
5 marca siły rosyjskie odbiły Hostomel i uniemożliwiły cywilom ewakuację miasta.
7 marca burmistrz Hostomla Jurij Pyłypko wraz z kilkoma innymi ochotnikami zostali zabici przez wojska rosyjskie podczas dystrybucji żywności i lekarstw wśród mieszkańców. Ciało burmistrza zostało zaminowane przez Rosjan. Kiedy miejscowy ksiądz przyszedł po ciało, „skruszony” rosyjski żołnierz przestrzegł go przed zbliżeniem się, rozbroił pułapkę i pomógł załadować ciało burmistrza na taczki. Pyłypko został pochowany z honorami w pobliżu miejscowego kościoła.
1 kwietnia generał Ołeksandr Pawluk, wojskowy gubernator obwodu kijowskiego poinformował, że siły rosyjskie opuściły Hostomel.